# José Jiménez Donoso
José Jiménez Donoso, auch José Ximénez Donoso (* 1628 in Consuegra bei Toledo; † 14. September 1690 in Madrid), war ein spanischer Maler, Architekt und Bildhauer.

## Biografie
José Jiménez Donoso erhielt seine erste künstlerische Ausbildung bei seinem Vater Antonio, bevor er an die Schule von Francisco Fernández in Madrid ging. Anschließend begann er in Rom sein Architekturstudium, dem er sich sieben Jahre widmete. 1654 kehrte er nach Spanien zurück. 1685 wurde er zum Meister und Maler der Kathedrale von Toledo ernannt und schuf er als Architekt das Toledaner Domkapitel.
Während seiner Schaffenszeit war er in Valencia, Toledo und Madrid tätig. Er gilt als „eifrigster Vorkämpfer“ des Barockstils von Borromini in Spanien und hatte eine Vielzahl an Schülern. Zu seinen bekanntesten Werken zählen unter anderem das Casa de la Panadería an der Plaza Mayor.
Neben seiner Tätigkeit als Architekt war er auch als Maler tätig. So fertigte er viele Altarbilder für Kirchen in Madrid an und wirkte oft zusammen mit Claudio Coello.

## Werke (Auswahl)

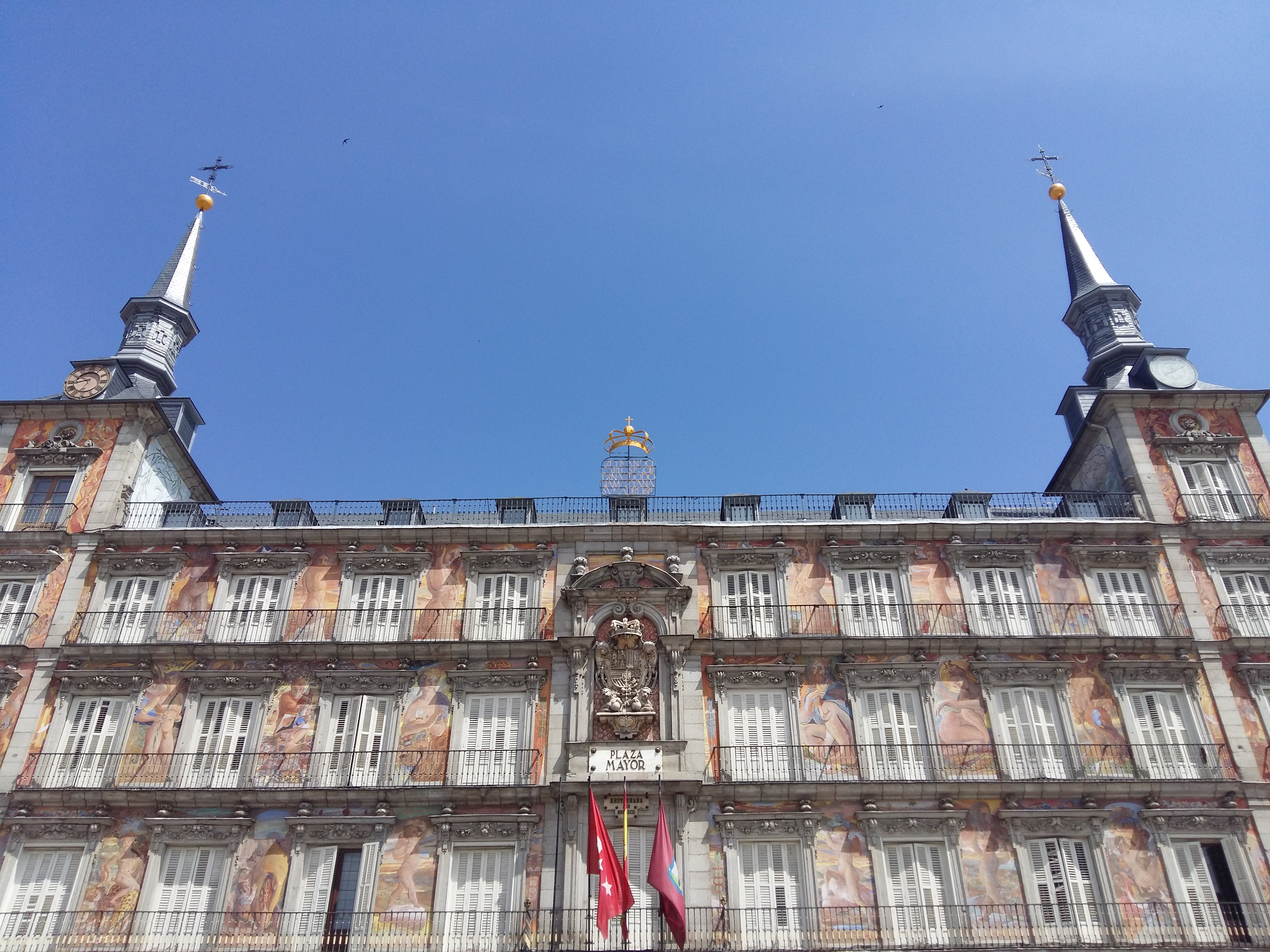
Casa de la Panadería, Madrid, 1674
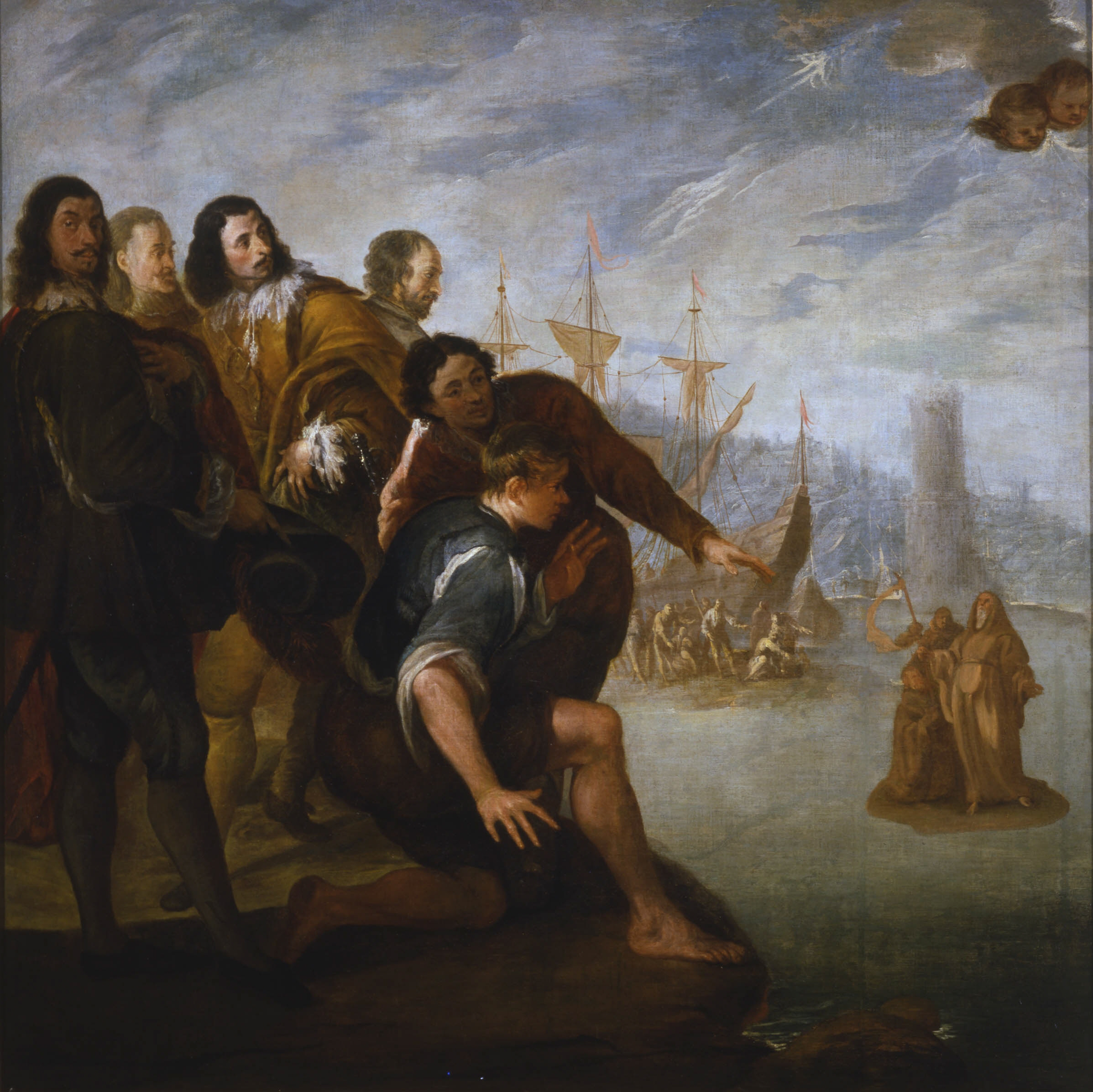
Heiliger Franz von Paola segelt mit seinem Mantel, Real Academia de Bellas Artes de San Fernando, Madrid
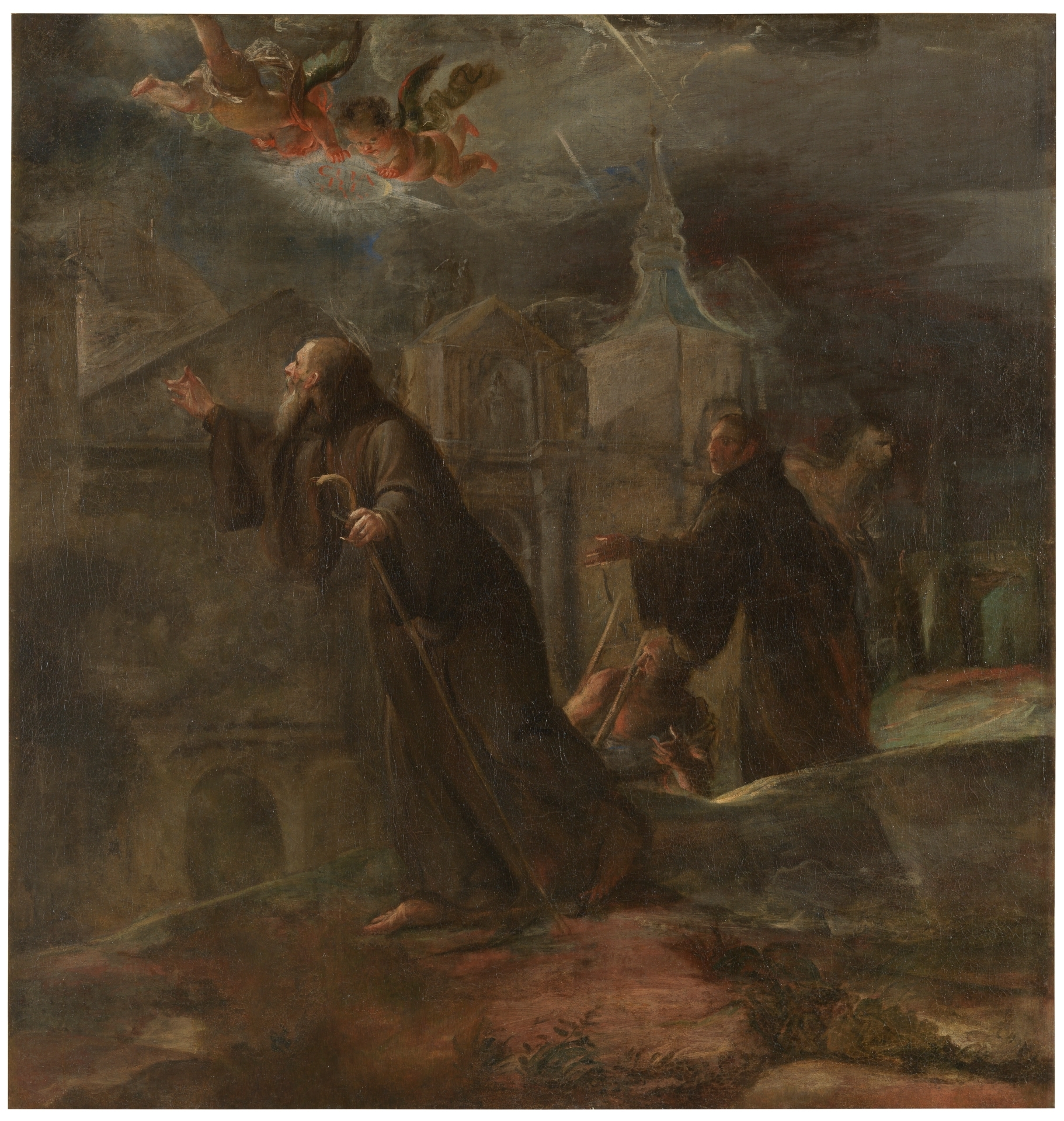
Vision des heiligen Franz von Paola, Museo del Prado, Madrid